# Hasenberg (Lohne)
Der Hasenberg ist eine 304 m ü. NHN hohe bewaldete Basaltkuppe etwa 700 m südwestlich des Dorfs Lohne, eines Stadtteils von Fritzlar im nordhessischen Schwalm-Eder-Kreis.

## Geographische Lage
Der Hasenberg befindet sich unmittelbar südlich der Landesstraße 3218 von Lohne nach Züschen und etwa 750 m westlich der Bundesstraße 450 von Fritzlar noch Wolfhagen. Er gehört zum Naturraum Gudensberger Kuppenschwelle (Nr. 343.24) in der Westhessischen Senke.

## Geschichte
Auf dem Berg, der bis 2008 als Naturdenkmal ausgewiesen war, befand sich eine späte jungsteinzeitliche Höhensiedlung, die der nach dem nahen Wartberg benannten Wartberg-Kultur zugeordnet wird. Auf dem Berg wurden insbesondere Pfeilspitzen aus der Zeit der späten Wartberg-Kultur (3000–2700 v. Chr.) gefunden, die heute im Regionalmuseum Fritzlar ausgestellt sind.

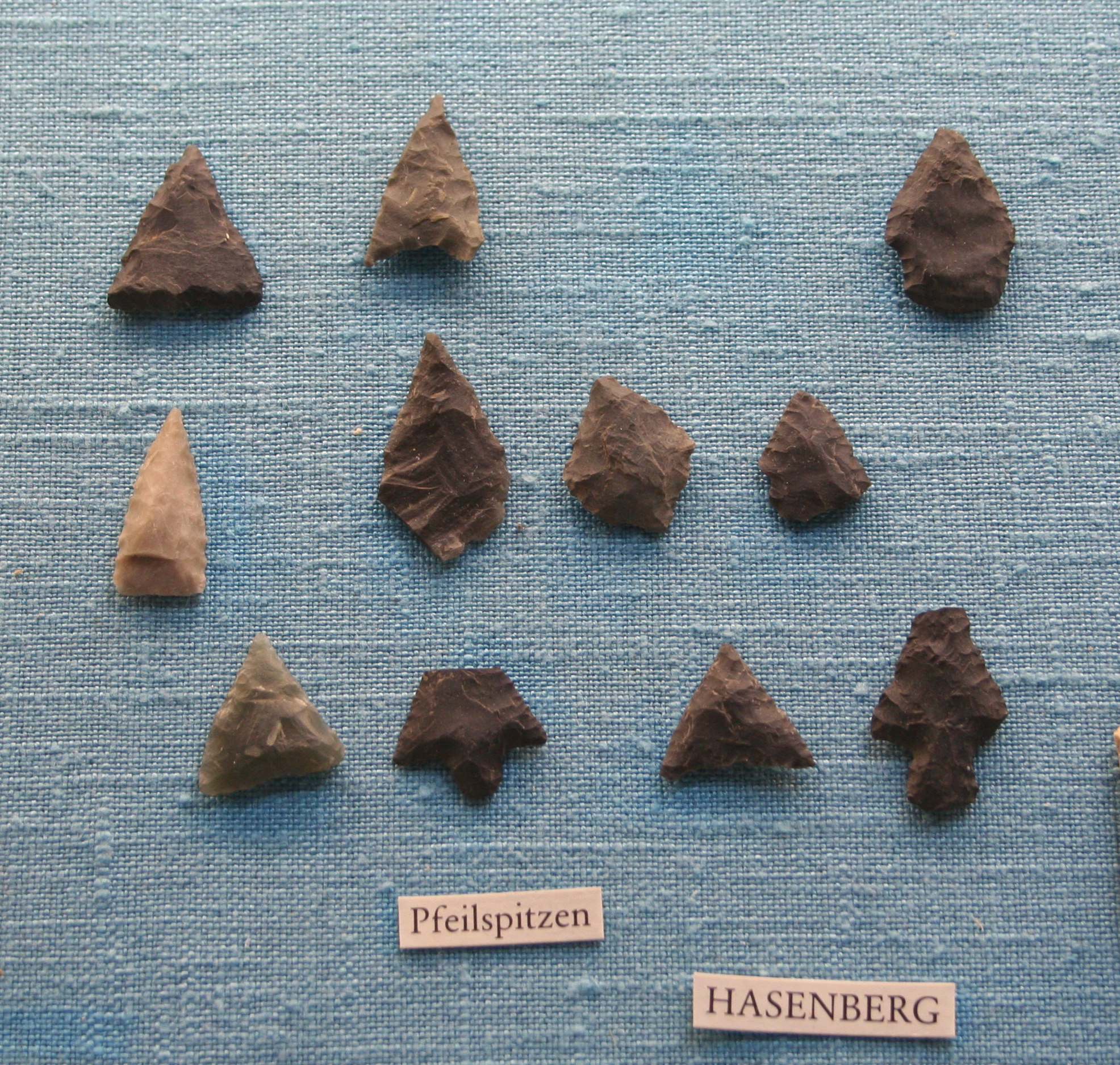
Pfeilspitzen vom Hasenberg
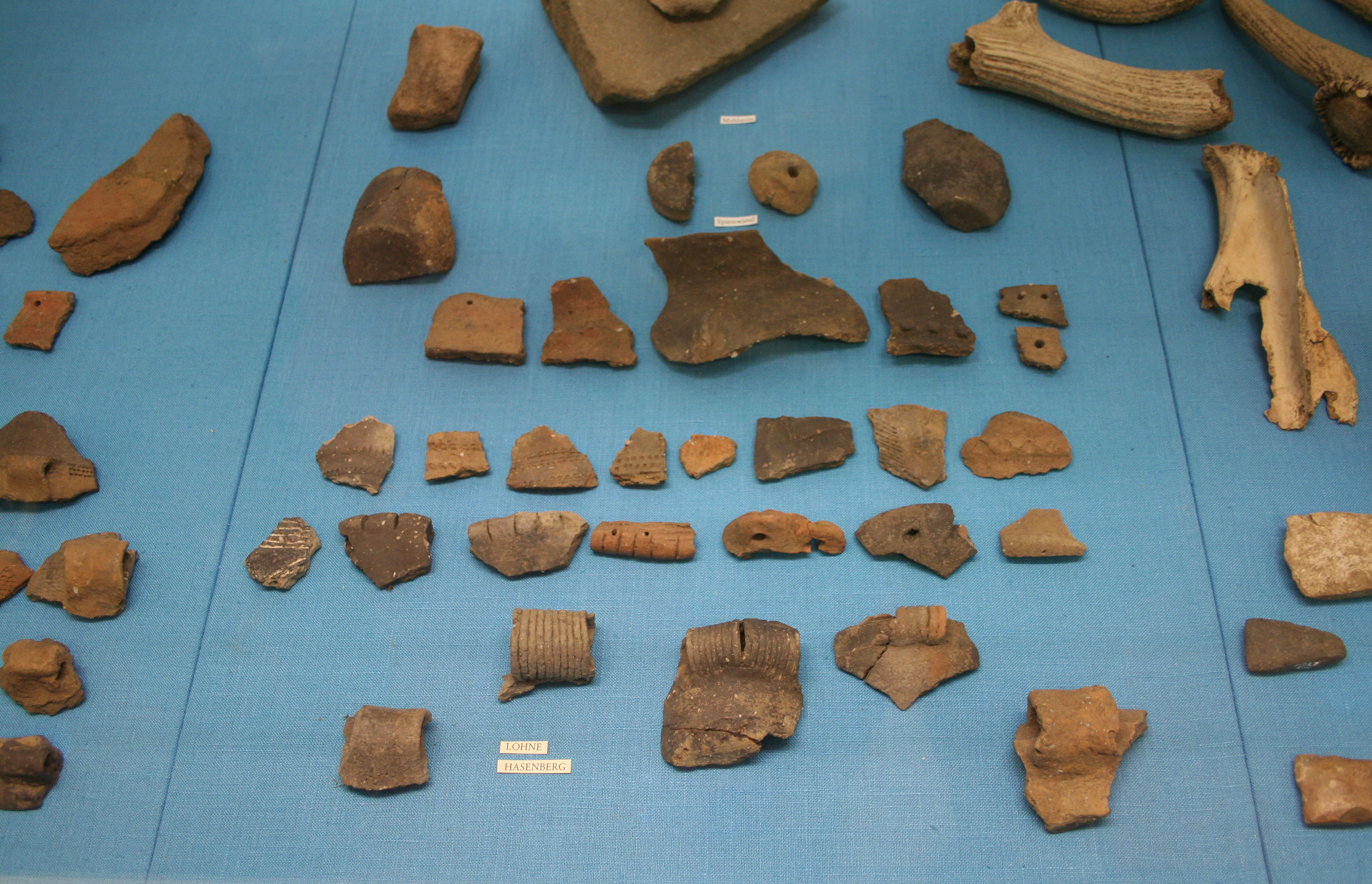
Funde vom Hasenberg

Etwa 1 km westlich des Hasenbergs liegt das Steinkammergrab von Züschen, das wahrscheinlich der Siedlung auf dem Hasenberg als Bestattungsstätte ihrer Verstorbenen diente.